# 王鄘
王鄘（？—1646年），字孟侯，號偕五，廣信府上饒縣人，明朝、南明政治人物。

## 生平
天啟七年（1627年）中丁卯科江西鄉試舉人，崇禎四年（1631年）登辛未科進士，兵部观政，崇禎六年（1633年）授刑部浙江司主事，崇禎八年升员外郎，在福建恤刑存活民眾。崇禎九年升郎中，崇禎十年任廣西督學僉事、本司副使、金衢嚴紹參政後辭官歸鄉。
黃道周出師，周定礽充當監軍，和從子周朝鼎、程兆科、寇夢虬、樊永定、萬文英及王鄘分兵守衛廣信；他傾出財產招募士兵，得南明朝廷起用為職方郎中，晉官太僕卿。廣信失陷，他進入雲霞山隱居，清軍搜索擒拿他，他不肯投降，上吊自殺。他雖然位高權重，但衣食依然清淡，不立妾婢；五名兒子、七名女婿都精通文學，其中一位兒子王承甘出任職方郎中，跟隨隆武帝戰敗而死。

## 家族
祖父王讓，給事中。父王袞，通判。

## 引用
1. ↑  《崇祯四年辛未科三百五十名进士履历》：王鄘，孟侯，書一房，己酉八月十九日生。上饒人，丁卯三十八，会二百五十七，二甲五十六名。兵部政，癸酉授刑部浙江司主事，乙亥升员外，福建恤刑，丙子升郎中，丁丑升广西提学付使，庚辰升本司副使。曾祖幼瑞，修仁知县。祖可，举人、信丰知县。父衮，應天府经历。
2. 1 2  錢海岳《南明史·卷四十八·列傳第二十四》：鄘，字孟侯，上饒人。崇禎四年進士。授刑部主事，恤刑福建，多存活。歷廣西督學僉事，金衢嚴紹參政歸。
3. 1 2  同治《廣信府志·卷九·人物 宦業》：王鄘，字孟侯，號偕五，上饒人，給諫讓之孫，通守袞之子。崇禎辛未進士，筮仕得文選，為有力者所阻，以刑部郎恤刑入閩，存活無算。陞廣西督學，轉金衢嚴紹大參，一攝藩篆兩署臬司，功著兩浙。
4. ↑  同治《廣信府志·卷七·選舉》：天啟丁卯鄉試……王鄘 見進士
5. ↑  錢海岳《南明史·卷四十八·列傳第二十四》：黃道周督師，（周定礽）遂兼監軍，傾家助餉。偕從子朝鼎、王鄘、程兆科、寇夢虬、樊永定、萬文英分兵護廣信。傾財募士，起職方郎中，晉太僕卿。廣信陷，入雲霞山，清大索得之，勸降不屈，經死。子承甘，職方郎中，扈從紹宗，亦以戰敗執死。
6. ↑  同治《廣信府志·卷九·人物 宦業》：晉太僕卿，歸終南村之雲霧山。生平勤慎，雖位列冏卿，而敝裘羸馬，猶同寒素，終身不置妾婢。五子七壻，諸孫林立，皆擅文名。 舊志